# Ronald Micura
Ronald Micura (* 7. Mai 1970) ist ein österreichischer Chemiker.

## Leben
Sein Studium der Chemie absolvierte er an der Universität Linz, wo er 1995 in organischer Chemie bei Heinz Falk unter Anleitung von Karl Grubmayr promovierte. Nach seiner Promotion arbeitete Micura als Schrödinger-Stipendiat an der ETH Zürich bei Albert Eschenmoser von 1996 bis 1997 und am Skaggs Institute of Chemical Biology (TSRI) in San Diego, USA, war er weiter in leitender Forschungsposition in Linz tätig.
Seine eigenen Forschungsarbeiten begann er 1999 im Rahmen eines APART-Stipendiums der Österreichischen Akademie der Wissenschaften. Für seine Habilitation forschte Micura am Scripps Research Institute in La Jolla und der Universität Linz. Im Jahr 2002 habilitierte sich Micura im Fach Organische Chemie an der Leopold-Franzens-Universität Innsbruck. Nach Listenplätzen für Professuren an der Universität Konstanz und der Universität Tübingen folgte er schließlich 2008 dem Ruf als ordentlicher Professor am Institut für Organische Chemie in Innsbruck.

## Forschung
Micuras wissenschaftliche Arbeiten sind der chemischen Biologie zuzuordnen und stellen eine Symbiose aus organisch-chemischer Synthese und biologisch relevanten Fragestellungen im Bereich der RNA dar. Sie bauen unter anderen auf den Arbeiten von Knud Nierhaus auf. Er hat auch Modelle aus künstlich hergestellten RNA-Ketten entwickelt, mit denen die Paarungseigenschaften von Codon- und Anticodon-Komplexen untersucht werden können. Seine Forschung konzentriert sich auf die Entwicklung von Synthesemethoden zur Darstellung chemisch modifizierter RNA und hat wichtige Beiträge zum Verständnis der molekularen Details von Unregelmäßigkeiten während des ribosomalen Ableseprozesses geliefert. Weitere Schwerpunkte seiner Forschung sind die RNA-Interferenz und die Gestaltänderung der RNA.

## Auszeichnungen
Micura war einer der Preisträger des Nachwuchsförderungspreises der Leopold-Franzens-Universität Innsbruck. Er hat zahlreiche Auszeichnungen für seine Forschung erhalten, wie den Novartis-Preis im Jahr 2003 und den Lieben-Preis im Jahr 2005. Seit 2011 ist er Mitglied der mathematisch-Naturwissenschaftlichen Klasse der Österreichischen Akademie der Wissenschaften.

## Links
- Publikationen bei Google Scholar
- Profil an der Universität Innsbruck